# Miss Panamá
Miss Panamá is de vroegere nationale missverkiezing in het
Centraal-Amerikaanse land Panama.

## Geschiedenis
De wedstrijd werd in 1952 in het leven geroepen nadat het land door
de Miss Universe Organization was uitgenodigd om een kandidate naar
hun internationale Miss Universe-verkiezing te zenden.
In 1977 kreeg Carolina Chiari, die de verkiezing in 1976 won, de
rechten op het evenement in handen. Zij maakte er een televisieshow
van. Vanaf dat jaar tot en met 1980 vertegenwoordigde de eerste
eredame het land op Miss World, een andere grote internationale
missverkiezing.
In 1982 creëerde een televisiezender een concurrerende verkiezing:
Señorita Panamá. Vanaf dan tot 1989 werd de winnares van
deze wedstrijd naar Miss World gestuurd. In 1987 werd voor de laatste
keer een Miss Panamá verkozen. Vanaf 1990 mocht Señorita Panamá ook
de Panamese kandidate voor Miss Universe selecteren.

## Winnaressen
| Jaar | Winnares                | Plaats Miss Universe |  | Jaar | Winnares             | Plaats Miss Universe |
| ---- | ----------------------- | -------------------- |  | ---- | -------------------- | -------------------- |
| 1987 | Gabriela Deleuze Ducasa |                      |  | 1986 | Gilda García López   |                      |
| 1985 | Janett Vásquez          |                      |  | 1984 | Cilinia Prada Acosta |                      |
| 1983 | Elizabeth Bylan         |                      |  | 1982 | Isora Moreno         |                      |
| 1981 | Ana María Henríquez     |                      |  | 1980 | Gloria Karamañites   | halve finale         |
| 1979 | Yahel Dolande           |                      |  | 1978 | Diana Leticia Conte  |                      |
| 1977 | Marina Valenciano       |                      |  | 1976 | Carolina Chiari      |                      |
| 1975 | Anina Horta Torrijos    |                      |  | 1974 | Jazmín Nereida Panay | halve finale         |
| 1973 | Janine Lizuaín          |                      |  | 1972 | Geen verkiezing      | Geen verkiezing      |
| 1971 | Gladys Isaza            |                      |  | 1970 | Berta López Herrera  |                      |
| 1969 | Geen verkiezing         | Geen verkiezing      |  | 1968 | Geen verkiezing      | Geen verkiezing      |
| 1967 | Mirna Norma Castillero  |                      |  | 1966 | Dionisia Broce       |                      |
| 1965 | Sonia Inés Ríos         |                      |  | 1964 | Maritza Montilla     |                      |
| 1963 | Geen verkiezing         | Geen verkiezing      |  | 1962 | Geen verkiezing      | Geen verkiezing      |
| 1961 | Geen verkiezing         | Geen verkiezing      |  | 1960 | Geen verkiezing      | Geen verkiezing      |
| 1959 | Geen verkiezing         | Geen verkiezing      |  | 1958 | Geen verkiezing      | Geen verkiezing      |
| 1957 | Geen verkiezing         | Geen verkiezing      |  | 1956 | Geen verkiezing      | Geen verkiezing      |
| 1955 | Geen verkiezing         | Geen verkiezing      |  | 1954 | Liliana Torre        | halve finale         |
| 1953 | Emita Arosemena Zubieta | halve finale         |  | 1952 | Elzibir Gisela Malek |                      |